# Opération Astrakan
Pour les articles homonymes, voir Astrakan.
L'opération Astrakan est un raid mené par des commandos britanniques pendant la Seconde Guerre mondiale. L'objectif de l'opération était de rassembler des reconnaissances pour l'opération Sunstar. Le raid contre Houlgate en France a été mené par la troupe no 101 (Folbot), commando no 6 dans la nuit du 12 au 13 novembre 1941.